# アリソン TF41
アリソン TF41 (社内識別番号 RB. 168-62 と Model 912) は低バイパスターボファンエンジンである。 

## 設計と開発
TF41はアリソン・エンジンとロールス・ロイス社の合弁事業でスペイエンジンを元に開発された。 アリソンはTF41をライセンス生産してロールス・ロイスは既存のスペイと共通の部品を供給した。TF41はアメリカ空軍向けのLTV A-7D コルセア IIとアメリカ海軍向けのA-7E用のエンジンとして開発された。
1968年から1983年にかけて総計1,440基のTF41が出荷された。

## 搭載機

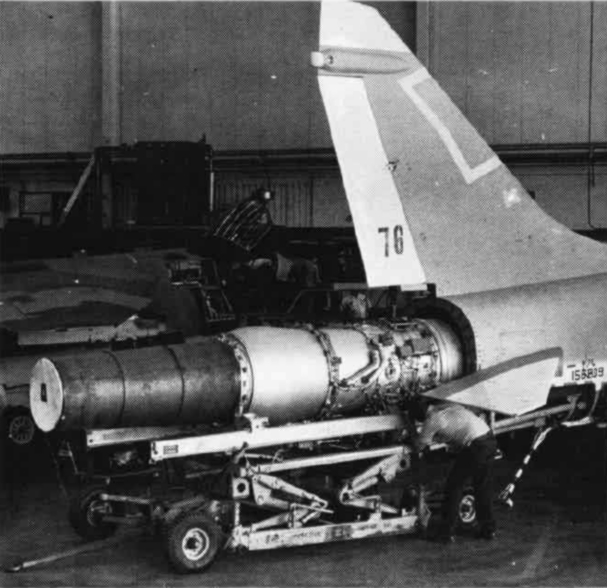
アメリカ海軍の A-7E-4-CV コルセア II (BuNo 156809)のTF41

- LTV A-7 コルセア II (アメリカ空軍 -D型 と アメリカ海軍 -E型),

## 仕様 (TF41-A-1)
一般的特性
- 形式: ターボファン
- 全長:
- 直径:
- 乾燥重量:

構成要素
- 圧縮機: 低圧:3段、中圧:2段、(両方低圧タービンで駆動)、高圧:11段
- 燃焼器: 10本のカンニュラー式燃焼器
- タービン: 低圧:2段、高圧:2段

性能
- 推力: 14,250 lb
- 全圧縮比（英語版）: 20:1
- バイパス比: 0.77:1
- 空気流量: 258 1b/秒
- 出力重量比:

出典: Flight.